# Óscar Santis
Óscar Alexander Santis Cayax (Mazatenango, Suchitepéquez, 25 de marzo de 1999) es un futbolista profesional guatemalteco que juega en Antigua GFC de la Liga Nacional de Fútbol de Guatemala y en la Selección de fútbol de Guatemala. 
Es hermano del también futbolista Diego Santis.
Debutó internacionalmente con la Selección de fútbol sub-20 de Guatemala el 2 de noviembre de 2018 y anotó su primer gol para el equipo contra Selección de fútbol sub-20 de Guyana en el Campeonato Sub-20 de la Concacaf de 2018 realizado en los Estados Unidos en la victoria 4-0.
El 24 de febrero de 2021, hizo su debut en la Selección de fútbol de Guatemala en un partido amistoso contra Selección de fútbol de Nicaragua en la victoria 1-0.
El 4 de junio de 2021, en el partido de clasificación para la Copa Mundial de Fútbol de 2022 contra Selección de fútbol de San Vicente y las Granadinas, Santis anotó su primer gol en la victoria por 10-0.

## Clubes
| Club                    | País      | Año         |
| ----------------------- | --------- | ----------- |
| Deportivo Suchitepéquez | Guatemala | 2014 - 2018 |
| Comunicaciones          | Guatemala | 2019 - 2022 |
| Antigua G. F. C.        | Guatemala | 2022 - 2024 |
| FC Dinamo Tiflis        | Georgia   | 2024        |
| Antigua G. F. C.        | Guatemala | 2025 - Act. |

## Palmarés

### Campeonatos nacionales
| Título             | Club           | País      | Año  |
| ------------------ | -------------- | --------- | ---- |
| Torneo de Clausura | Comunicaciones | Guatemala | 2022 |

### Campeonatos internacionales
| Título        | Club           | País      | Año  |
| ------------- | -------------- | --------- | ---- |
| Liga Concacaf | Comunicaciones | Guatemala | 2021 |